# Danais breviflora
Danais breviflora är en måreväxtart som beskrevs av John Gilbert Baker. Danais breviflora ingår i släktet Danais och familjen måreväxter. Inga underarter finns listade i Catalogue of Life.